# Day Mirdad
Day Mirdad ou Daimirdad, também conhecido como Jilga, é um distrito da província de Maydan-Wardak no Afeganistão.

## Demografia
Como no resto do Afeganistão, nenhum número exato de população está disponível. O Ministério Afegão de Reabilitação e Desenvolvimento Rural (MRRD), juntamente com o ACNUR e o Escritório Central de Estatísticas (CSO) do Afeganistão, estimam que a população do distrito esteja em torno de 28.865. According to AIMS and UNHCR, Hazaras make up the majority of the population 90% and the rest 10% others.